# Xiaomi HyperOS
Xiaomi HyperOS — мобильная операционная система на основе Android, разработанная китайской компанией Xiaomi. Представлена 17.октября.2023 и объединяет программные архитектуры MIUI, Vela OS, Mina OS, а также операционные системы, предназначенные для автомобилей и устройств интернета вещей. 
HyperOS сочетает ключевые технологии предыдущих систем, предлагая усовершенствованный интерфейс, повышенную производительность и улучшенную интеграцию с экосистемой Xiaomi. Система оптимизирована для работы на различных устройствах, обеспечивая стабильность, плавность и расширенные возможности искусственного интеллекта.
Основными преимуществами HyperOS являются:
- Гибкая настройка интерфейса и улучшенные визуальные эффекты.
- Оптимизированное управление ресурсами для большей производительности.
- Интеллектуальная интеграция с устройствами интернета вещей и автомобилями.
- Новый стиль активного экрана и переработанные системные приложения.

С момента выхода HyperOS стала стандартной платформой для смартфонов Xiaomi, постепенно заменяя MIUI и расширяя возможности экосистемы компании.

## История
Первые слухи появились в октябре 2023 года, тогда инсайдер Digital Chat Station сообщил, что MIUI 14 будет последней, а вместо MIUI 15 будет HyperOS (многие считали название этой новой ОС копией iOS). Позже компания Xiaomi подтвердила, что выйдет новая операционная система Xiaomi HyperOS на базе Android вместо MIUI 15. 
26 октября 2023 года Xiaomi HyperOS была презентована вместе с линейкой смартфонов Xiaomi 14 в Китае. Помимо смартфонов, на Xiaomi HyperOS будут работать и другие гаджеты компании. 18 декабря 2023 года компания Xiaomi объявила о выпуске глобальной версии прошивки. Первыми её получат смартфоны Xiaomi 13, Xiaomi 13T, Xiaomi 13T Pro, Xiaomi 13 Ultra, Xiaomi 13 Pro, Redmi Note 12, Redmi Note 12 Pro 5G
, Redmi Note 12S, Poco F5 и планшет Xiaomi Pad 6. Зимой 2024 года новая оболочка также была выпущена на другие суббренды компании - Redmi и POCO, и на остальные вышеперечисленные смартфоны с региональными прошивками, такие как RU (Россия), EU (Европа и ЕС), TR (Турция), IN (Индия), ID (Индонезия), TW (Тайвань) и JP (Япония).
В отличие от MIUI, изменены шрифты. Добавили изменение размера плавающих окон. Для устройств с OLED-подобными дисплеями появился новый стиль активного экрана. 
Был переработан интерфейс большинства системных приложений, в том числе Mi Проводника и Mi Погоды.
Помимо этого, появилась возможность гибче настраивать экран блокировки. 
Имеется голосовой помощник Xiao AI.
29 октября 2024 года состоялась презентация новой версии — HyperOS 2.0, в основу которой легли три новые технологические инновации: HyperCore, HyperConnect и HyperAI.
В мае 2025 г. Xiaomi выпустила обновление HyperOS 2.2, где устранены проблемы с камерой и перезагрузкой домашнего экрана, с которыми сталкивались владельцы флагманских моделей.
Выпуск HyperOS 3 ожидается в сентябре-октябре 2025 годао, срок выпуска оболочки привязан к разработке Android 16. Глобальное развёртывание HyperOS начнётся через 1–2 месяца после официальной презентации китайской версии.

## Критика
В конце февраля 2024 года, после обновления операционных систем MIUI 14 и HyperOS, случился глобальный масштабный сбой смартфонов Xiaomi, Poco и Redmi. Так, после установки обновления смартфоны перестают загружаться и уходят в бесконечную перезагрузку. Единственный способ восстановить работоспособность смартфона — полный сброс до заводских настроек с потерей всех пользовательских данных (переписка в мессенджерах, сообщения, фотографии и т.д.). В компании заявили, что ведётся работа по решению проблемы.
Также в новой оболочке была усложнена процедура разблокировки загрузчика. На флагманских устройствах компании разблокировка теперь производится только платно. На остальных необходим аккаунт Xiaomi, созданный не менее 30 дней назад, а также активность на форуме Mi Community.